# Determinant van Wronski
De  determinant van Wronski of Wronskiaan is in de wiskunde een functie, genoemd naar de Poolse wiskundige Józef Hoene-Wroński, die vooral van belang is in de studie van differentiaalvergelijkingen. De determinant van Wronski geeft in sommige gevallen uitsluitsel of een stel functies lineair onafhankelijk zijn.
De {\displaystyle n} functies {\displaystyle f_{1},\ldots ,f_{n}} die in de determinant staan kunnen zowel reëelwaardig als complexwaardig zijn en zij zijn {\displaystyle n-1} keer differentieerbaar. De determinant van Wronski {\displaystyle W(f_{1},\ldots ,f_{n})} bij deze {\displaystyle n} functies is gedefinieerd door:
{\displaystyle W(f_{1},\ldots ,f_{n})(x)={\begin{vmatrix}f_{1}(x)&f_{2}(x)&\ldots &f_{n}(x)\\f_{1}'(x)&f_{2}'(x)&\ldots &f_{n}'(x)\\\vdots &\vdots &\ddots &\vdots \\f_{1}^{(n-1)}(x)&f_{2}^{(n-1)}(x)&\ldots &f_{n}^{(n-1)}(x)\end{vmatrix}}}
De determinant wordt gebruikt om na te gaan of de {\displaystyle n} functies {\displaystyle f_{i}} lineair onafhankelijk zijn op een interval. Als {\displaystyle W} namelijk in enig punt van het interval ongelijk is aan 0, dan zijn de functies lineair onafhankelijk op het interval. Het omgekeerde is niet waar: als {\displaystyle W=0} op het hele interval, hoeft dit niet te betekenen dat de functies lineair afhankelijk zijn.
- MathWorld. Wronskian.